# Ian Matos
Ian Carlos Gonçalves de Matos (Muaná, 24 de abril de 1989-Río de Janeiro, 21 de diciembre de 2021) fue un atleta brasileño de clavados. Formó parte de la delegación nacional que compitió en los Juegos Olímpicos de Verano de 2016 en Río de Janeiro y participó en los Juegos Panamericanos de 2011, 2015 y 2019.

## Carrera
Ian Matos fue miembro de la selección brasileña de Saltos y su especialidad era el trampolín de tres metros. Comenzó a destacarse en la categoría juvenil cuando participó en el Campeonato Panamericano Juvenil en 2003 y el Campeonato Mundial Juvenil en 2004, ambos realizados en Belém. Con el objetivo de desarrollar su potencial, se mudó a Brasilia a fines de 2007 para entrenar con el entrenador de la selección nacional Ricardo Moreira y los atletas olímpicos César Castro y Hugo Parisi. En 2010 participó en los Juegos Suramericanos de Medellín donde ganó tres medallas de bronce. En 2011 participó en los Juegos Panamericanos de Guadalajara, donde quedó cuarto en el trampolín de 3 metros, sincronizado con César Castro. En 2012 ganó una inédita medalla de bronce en la etapa de Estados Unidos del circuito mundial de clavados, junto al atleta Luiz Felipe Outerelo.
En 2014 pasó por otro cambio, dejó Brasilia y se fue a Río de Janeiro a entrenar en el Fluminense Football Club con la entrenadora de la selección Andréia Boheme, quedando tercero en el trampolín de tres metros en un Campeonato Panamericano realizado en la Ciudad de México. En 2015, fue 13° en trampolín sincronizado de 3 metros en el Campeonato Mundial de Natación realizado en Kazán, Rusia, y 4° en trampolín sincronizado de 3 metros en los Juegos Panamericanos de Toronto. En 2016 formó parte de la delegación de atletas que compitieron en los Juegos Olímpicos de Río de Janeiro, ubicándose octavo en el trampolín de 3 metros. En 2017 participó en el Campeonato Mundial de Deportes Acuáticos en Budapest y en 2018 ganó tres medallas en el Campeonato Sudamericano de Deportes Acuáticos en Lima, Perú. En 2019 participó en los Juegos Panamericanos de Lima.

## Vida personal
En enero de 2014, en una entrevista con el diario Correio Braziliense, Ian Matos declaró públicamente que era homosexual. Señaló que se había inspirado en la salida del armario que hizo el saltador británico Tom Daley en diciembre de 2013.
Matos falleció el 21 de diciembre de 2021 en la Casa de Saúde São Bento en Río de Janeiro, a la edad de 32 años, por una infección respiratoria.